# Bryan Dechart
Bryan Dechart (17 de marzo de 1987, Salt Lake City, Estados Unidos) es un actor estadounidense de cine y televisión, también es un realizador de directos en Twitch.
Nació en Salt Lake City, Utah y se crio en las afueras de Detroit, Michigan. Se graduó con honores de la Escuela de Artes Tisch de la Universidad de Nueva York con un BFA en Actuación. Estudió en Sanford Meisner Extension, Experimental Theatre Wing, The Viewpoints Studio y Stonestreet Studios para cine y televisión, y se formó en commedia dell'arte en Florencia, Italia.
Es más conocido por su papel de Eli Chandler en Jane By Design de ABC Family y protagonizó la película de 2014 de Sony Pictures The Remaining con Alexa Vega. Sus películas recientes incluyen Roommate Wanted y As Good as You. También interpreta al androide Connor, uno de los protagonistas del videojuego Detroit: Become Human.

## Filmografía
| Año  | Título                              | Personaje                       | Observaciones                                   |
| ---- | ----------------------------------- | ------------------------------- | ----------------------------------------------- |
| 2009 | Guiding Light                       | Brian                           | Episodio #1.15702                               |
| 2010 | Law & Order: Criminal Intent        | Young John Silvestri            | Episodio: "Love on Ice"                         |
| 2012 | Commencement                        | Andrew                          | Independent feature film                        |
| 2012 | Jane by Design                      | Eli Chandler                    | 8 episodios                                     |
| 2013 | Awakened                            | Liam Dawson                     | Independent feature film                        |
| 2013 | Switched at Birth                   | Graham                          | Episodio: "Ecce Mono"                           |
| 2013 | Beauty and the Beast                | Aaron Keller                    | Episodio: "Hothead"                             |
| 2014 | 2 Br / 1 Ba                         | Joe                             | Independent feature film                        |
| 2014 | Cowgirls 'n Angels: Dakota's Summer | Taylor Chase                    | 20th Century Fox feature film                   |
| 2014 | True Blood                          | Dave                            | Episode: "Death Is Not The End"                 |
| 2014 | The Remaining                       | Dan Gardner                     | Sony Pictures/Affirm Films feature film         |
| 2015 | Roommate Wanted                     | Joe                             | Lionsgate/Grindhouse feature film               |
| 2015 | As Good as You                      | Jamie                           | Feature film                                    |
| 2018 | Detroit: Become Human               | Connor, modeloRK800 modeloRK900 | PlayStation 4 videojuego (voz y motion capture) |